# نيمينسينه
نيمينسينه (بالإنجليزية: Nemenčinė) هي منطقة سكنية تقع في ليتوانيا في Vilnius district municipality.[بحاجة لمصدر] يقدر عدد سكانها بـ 5,054 نسمة .

## المدن التوأمة
مدينة دساو روسلاو هي مدينة توأمة لـنيمينسينه.